# Quartier de la Sorbonne
Das Quartier de la Sorbonne ist das 20. der 80 Quartiers (Stadtviertel) im 5. Arrondissement von Paris.

Die Stadtviertel im 5. Arrondissement

## Lage
Der Verwaltungsbezirk im 5. Arrondissement von Paris wird von folgenden Straßen begrenzt:
- Westen: Boulevard Saint-Michel
- Osten: Rue Descartes, Rue Mouffetard, Rue de la Montagne Sainte-Geneviève, Rue Frédéric Sauton, Rue du Haut Pavé
- Süden: Rue Soufflot, Rue Le Goff, Rue Malebranche, Rue de l’Estrapade, Rue Blainville
- Norden: Seineufer (Quai de Montebello, Quai Saint-Michel)

## Namensursprung
Es handelt sich um das Viertel der Großen Schulen inmitten des Quartier Latin, wozu natürlich die namensgebende Sorbonne als Universität von Paris gehört; dabei ist der Verwaltungsbezirk Quartier de la Sorbonne nur ein Teil des größeren Studentenviertels Quartier Latin.

## Geschichte

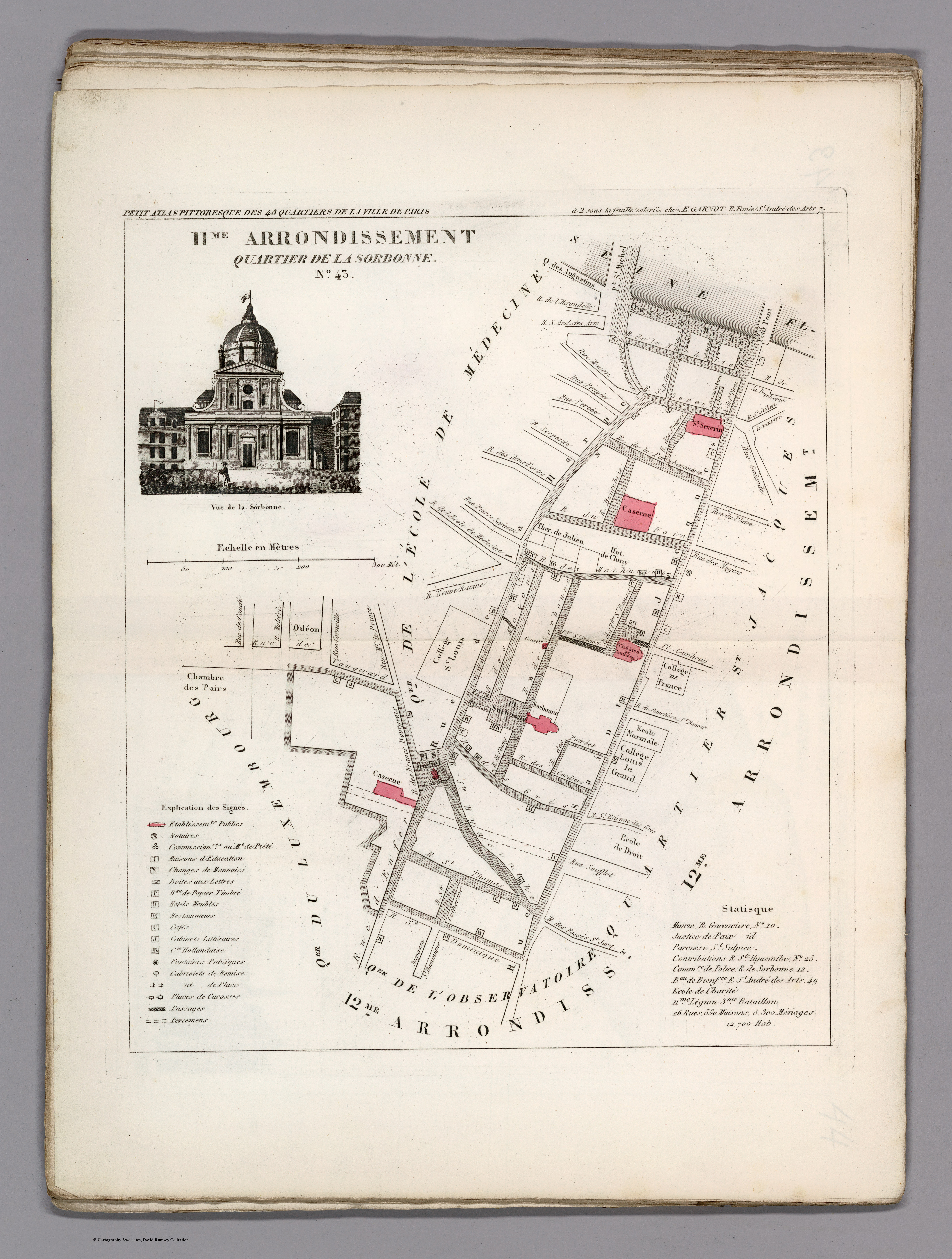
Plan des Quartier de la Sorbonne im ehemaligen 11. Arrondissement von 1834

## Sehenswürdigkeiten
- Panthéon
- Sorbonne, Collège de France, l'Institut Curie
- Bibliothèque Sainte-Geneviève
- Die Schulen Lycée Henri IV, Lycée Louis-le-Grand, Collège Sainte-Barbe
- Der älteste Baum von Paris befindet sich im Square René-Viviani - Montebello, darin auch die Église Saint-Julien-le-Pauvre. Die Robinie wurde 1601 vom Botaniker Jean Robin angepflanzt.[1]